# Eischen
Eischen (luxembourgeois : Äischen) est une section et le chef-lieu de la commune luxembourgeoise de Habscht située dans le canton de Capellen.
Il est traversé par la rivière Eisch (un affluent de l'Alzette) de laquelle il tient son nom.

## Curiosités
- L'église Saint-Pierre-aux-Liens[2]

## Sport
- Football Club Olympique Eischen